# Lazaret
Lazaret je bil neke vrste bolnišnica za okužene z gobavostjo in kugo. Bolj kot bolnišnice so to bili zbirni centri za bolnike, saj takrat še ni bil znan noben postopek zdravljenja. V obmorskih mestih so te ustanove imele tudi odsek za blago, kamor se je skladiščil ves uvoz iz dežel, za katere je veljalo, da so vir okuženja. To blago je moralo enostavno prestati v skladišču 40 dni, po preteku katerih se je smatralo za nenevarno. Iz tega izhaja izraz karantena (iz italijanščine quaranta [kuarànta] = štirideset).

## Zgodovina
Beseda lazaret morda izhaja iz imena Lazar, ki je bil čudežno ozdravljeni svetopisemski gobavec in se zato šteje za zavetnika teh bolnikov. Novejša razlaga pa pravi, da je beseda izpeljana iz Nazaret. Prva ustanova, ki je skrbela za to vrsto bolnikov, je bil namreč samostan Svete Marije iz Nazareta iz Benetk. Iz nazareta naj bi s časom postal lazaret, tudi zaradi logične povezave s svetim Lazarjem. 
Medicinski raziskovalci Beneške republike so bili prvi, ki so razumeli, da se gobavost in kasneje kuga prenašata z okužbo. To odkritje je privedlo državo do tega, da je ustanovila ne samo karantenske lazarete za ugotovitev okuženosti in posebej lazarete za okužene, pač pa celo lazaret za blago, kjer se je predvsem tekstil prečiščeval pred vnosom na tržišče. Ni šlo več samo za karanteno, pač pa za organiziran postopek sterilizacije blaga, seveda kolikor je omejeno znanje tistega časa dovoljevalo. 
Prvi lazaret je nastal leta 1423, ko se je Republiški Senat dogovoril s samostanom na otoku Svete Marije iz Nazareta, kjer je bilo zavetišče bolnih romarjev, ki so prihajali iz Svete dežele. Dogovor je zavezal benediktinske menihe na otoku za oskrbo vseh okužencev, torej ne samo romarjev, ki so prihajali iz Vzhoda, medtem ko je država morala priskrbeti prehrano in zdravila. Otok se je poslej imenoval Lazzaretto in kasneje Lazzaretto vecchio (= stari lazaret).
Prvih 60 let je ta strošek prevzel tako imenovani Urad za sol, nato je upravo lazaretov prevzelo direktno Ministrstvo za zdravstvo, ki je izpopolnilo zdravniško plat organizacije. Leta 1468 je bil dograjen nov lazaret na drugem otoku, ki je dobil ime Lazzaretto Nuovo (= novi lazaret). Slednji je bil zadolžen za karantene in za ugotavljanje bolezenskega stanja, medtem ko je stari lazaret sprejemal samo že okužene osebe.
Po zgledu Beneške republike so pozneje vsa večja pristanišča Sredozemlja ustanavljale lazarete. Najprej so se za to zavzele pomorske republike (Pisa leta 1460, Dubrovnik leta 1482, Genova okoli leta 1500).

## Življenjski pogoji v lazaretih
Kot že omenjeno, lazareti niso bili bolnišnice v današnjem pomenu, pač pa zbirališča okuženih. Lahko bi rekli, da njihov glavni namen ni bil, da pomagajo bolnikom; prva skrb je bila, da se bolezen ne razširi med prebivalstvo. Zaščiteni niso bili bolniki, temveč zdravo prebivalstvo, ki se je hotelo na ta način izogniti okužbi. Zato so bili lazareti navadno obdani z obzidjem in večinoma zastraženi. Upravljali so jih maloštevilni menihi in prostovoljci, kar daje razumeti, da so si morali v večini primerov bolniki sami urediti higienske razmere. Dokler je bilo razmerje med številom bolnikov in številom bolničarjev ugodno, so bile znosne tudi življenjske razmere. Toda v slučajih epidemij so bili lazareti samo predsoba pokopališč, saj so obupne higienske razmere pokopale tudi morebitne zdrave osebe. Najbolj presunljiv opis tega stanja najdemo v romanu Zaročenca (A. Manzoni):
Bralec naj si predstavlja ograjen lazaret, kjer živi šestnajsttisoč okužencev, prenapolnjen prostor, ponekod s kočami in kolibami, drugje z vozovi, povsod z ljudmi, in tisti dve neskončni stebrišči na desno in na levo, popolnoma zasedeni z umirajočimi skupaj z mrtveci na grobih žakljih ali slami, (…) in tu in tam odhajanje in prihajanje, ustavljanje in brzenje, sklanjanje in vstajanje okrevajočih, mrzličnih, bolničarjev…

## Lazareti na slovenskem in okolici
Tudi Tržaško pristanišče je imelo lazarete. Prvi se je nahajal, kakor v vseh ostalih obmorskih mestih, izven mestnega obzidja v smeri proti Rimu, od koder je prihajala večina romarjev. Na ta prvi lazaret spominja samo še ulica Lazzaretto Vecchio, ki se nahaja vzporedno z južno obalo zaliva. Lazaret svetega Karla je bil dograjen leta 1723 in je kmalu postal nezadosten. Novi lazaret iz leta 1769 je bil zgrajen na območju današnjega Rojanskega trga in posvečen sveti Tereziji. Deloval je do leta 1867, ko je bil odprt najnovejši in poslednji lazaret. Ta je bil umaknjen precej daleč od mestnega središča, saj se je nahajal pri svetem Jerneju, danes v Sloveniji; še danes se ankaranski mejni prehod imenuje Lazaret.
Samo o lazaretu svete Terezije so se ohranili podrobni opisi prostorov in delovanja. Imel je pristan za 60 ladij, velika blagovna skladišča, prenočišča za potnike in mornarje na zdravniškem pregledu, bolnišnico, urade za carinske in trgovske posle, kapelico in pokopališče, ki je bilo razdeljeno na več delov glede na veroizpoved umrlega.